# Obregonia
Obregonia é um gênero botânico da família cactaceae..

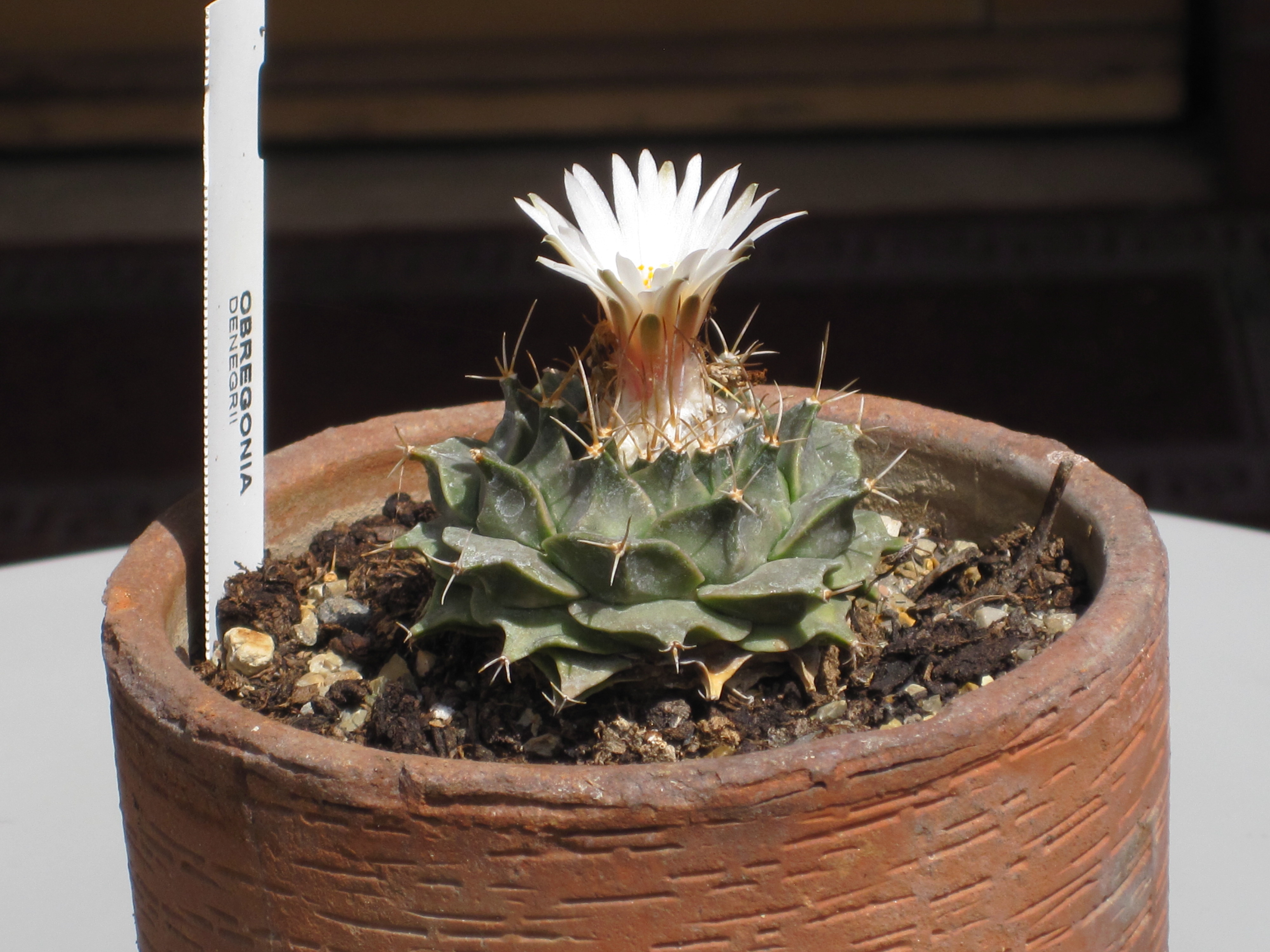
Obregonia denegrii

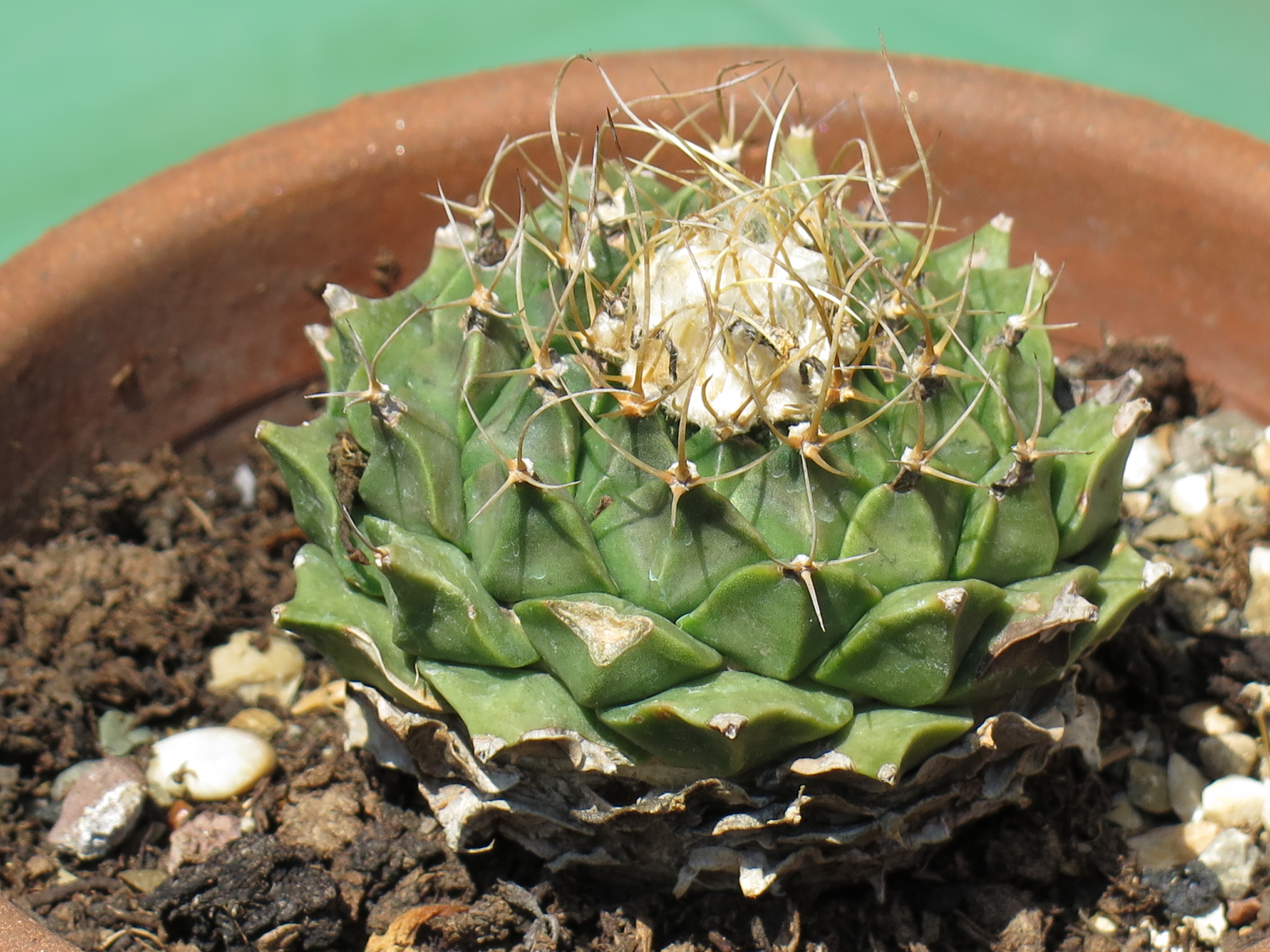
Obregonia denegrii

## Espécies
- Obregonia denegrii